# ميشيل هيرمان
ميشيل هيرمان (بالإنجليزية: Michelle Herman)‏ هي كاتِبة أمريكية، ولدت في 9 مارس 1955 في بروكلين في الولايات المتحدة.